# Mamorukun Curse!
Mamorukun Curse! es un videojuego shoot 'em up desarrollado por las casas G.rev y Gulti. El juego fue lanzado en formato arcade en Japón el 30 de julio de 2008. Mamorukun Curse! fue posteriormente porteado y lanzado para Xbox 360 en Japón el 25 de junio de 2009. Se lanzó una versión mejorada del juego exclusivamente para PlayStation 3 en Japón el 31 de marzo de 2011, que ofrece soporte completo de pantalla ancha de alta definición con dos personajes descargables de Xbox 360 incluidos de forma gratuita y un nuevo modo llamado "Meikai Katsugeki". UFO Interactive Games localizó y lanzó la versión de PS3 como descarga digital el 16 de julio de 2013. Sony puso esta versión a disposición para jugar en plataformas adicionales a través de su servicio de transmisión PlayStation Now el 17 de marzo de 2015.

## Formato del juego
El jugador está en control de Mamoru, en un escenario de disparos visto desde arriba (top-down). A diferencia de la mayoría de los shooters de este género, el desplazamiento no es forzado. El jugador puede moverse como quiera, aunque la mayoría de movimientos acaban siendo de arriba abajo.
La parte curse del título (maldición, en inglés) proviene de un ataque especial de "bomba maldita" que utiliza un botón separado del disparo estándar. Estas bombas se pueden usar tanto para destruir las balas de los enemigos como para "maldecirlos", haciéndolos más poderosos pero abriendo posibilidades de obtener una puntuación más alta.